# كعبية عمار
كعبية عمار : قرية سورية صغيرة تتبع إداريا لناحية الطواحين في منطقة بانياس على الساحل السوري حيث تقع شرقي مدينة بانياس بـ 27 كم وإلى الشمال من بلدة القدموس بـ 10 كم.
من ناحية الموقع فهي تتربع على هضبة جميلة ترتفع 900 متر عن سطح البحر ما يمنحها منظرا خلابا. يبلغ عدد سكانها حوالي 1500 نسمة يعمل أغلبهم بالزراعة حيث تشتهر القرية بزراعة التبغ بالدرجة الأولى يليه القمح وبعض كروم العنب و التفاح و الزيتون ومؤخرا بدأت تنتشر في القرية بعض الزراعات الصيفية المحمية.